# Joan Dausà i els Tipus d'Interès
Joan Dausà i els Tipus d'Interès és un grup de música català que el 2012 va publicar el seu primer àlbum, un projecte iniciat el 2010. L'any 2010 va guanyar el Premi Joventut del Sona9 per votació popular.
Joan Dausà, actor i músic, n'és el membre destacat acompanyat pels anomenats "Tipus d'Interès": Martí Maymó, Axel Pi, Florenci Ferrer, Santos Berrocal, David Romero, Eloi Isern i Carol Duran. Arnau Vallvé dels Manel i l'actriu Clara Segura hi col·laboren en dues cançons. Martí Maymó és membre dels Manel, Axel Pi de Sidonie i Carol Duran de la Carrau.
L'any 2014 s'emportà el Gaudí a la millor música original per la banda sonora de la pel·lícula Barcelona, nit d'estiu, la qual està inspirada en la seva cançó «Jo mai mai» i també hi participa com a actor. Posteriorment el mateix Dani de la Orden que va dirigir aquell film ha rodat Barcelona, nit d'hivern, una seqüela que torna a tenir música de Joan Dausà.
El 27 i 28 de desembre de 2015 va fer un doble concert al Palau de la Música Catalana, que suposaven un comiat temporal per prendre's un descans per un temps indefinit i reflexionar sobre el rumb de la carrera.

## Discografia

### Jo mai mai
Jo mai mai va ser l'àlbum debut del grup. Va ser publicat el 14 de febrer de 2012, després que el vídeo de la presentació de la cançó "Jo mai mai" s'estrenés al diari Ara a principis de febrer. A l'àlbum, entre el pop i el folk d'autor, "hi predominen les balades i els mitjos temps on el piano juga un rol vital, amb un so nítid, ric en la producció, però sense embafar", amb lletres que parlen de la quotidianitat, del desamor, etc. "M'hauria agradat" és una cançó nostàlgica, "1979" és autobiogràfica. A la cançó "Encara hi som a temps" hi col·labora cantant l'acriu Clara Segura. Les lletres i les cançons estan escrites per Joan Dausà (format per a piano i veu), i juntament amb els productors i Maymó, Àxel Pi i Joan Dausà es van crear els arranjaments finals. El disc va ser gravat per Blind Records i la producció va anar a càrrec de Santos Berrocal i Florenci Ferrer. La gira de presentació del disc es feu a la petita sala Heliogàbal de la Vila de Gràcia el 28 i 29 febrer i 1 de març on les entrades quedaren exhaurides. Quatre mesos més tard de la seva sortida al mercat s'havien venut 2.000 còpies del disc.
Jo mai mai és el primer senzill de l'àlbum, el qual va ser un video de presentació "viral", amb la presència de músics com Arnau Vallvé i Martí Maymó (Manel), Axel Pi (Sidonie), Carol Duran (La Carrau) i Miqui Puig; actors i actrius com Pep Cruz, Clara Segura, Agnès Busquets, Anna Moliner, Santi Ricart i Carles Flavià; directors de teatre: Marc Angelet i Oriol Broggi; l'il·lustrador Juanjo Sáez; i el presentador Jordi Hurtado. El 13 de juny traurà el videoclip oficial del single, dirigit per Sergi Pérez i amb la presència de l'actor Borja Espinosa. El videoclip té com a referent el de 'A song for the lovers', de Richard Ashcroft i dirigit per Jonathan Glazer. Truca'm és el segon senzill del disc. Una cançó d'amor que parlar de superar la rutina, "voler ser-hi quan calgui, però també de mirar d'anar més enllà del que ja hem viscut". El senyor Sommer és una cançó està inspirada en un personatge de La història del senyor Sommer de Patrick Süskind i que en l'obra no s'explica perquè el personatge decideix suïcidar-se en un llac en un moment de la història. En aquesta cançó l'autor pretén donar resposta a la raó per la qual aquest personatge es podria haver suïcidat, que en aquest cas, seria la mort del seu fill petit.
| 1.  | «M'hauria agradat»              | 2:59 |
| 2.  | «Parlant de tu i de mi»         | 2:41 |
| 3.  | «El senyor Sommer i l'ós polar» | 4:14 |
| 4.  | «Jo mai mai»                    | 2:45 |
| 5.  | «Truca'm»                       | 2:38 |
| 6.  | «Horòscop»                      | 3:27 |
| 7.  | «1979»                          | 2:48 |
| 8.  | «Martina»                       | 2:51 |
| 9.  | «Parque Rosedal»                | 2:39 |
| 10. | «L'absurd»                      | 4:15 |
| 11. | «Encara hi som a temps»         | 3:05 |

### Barcelona nit d'estiu
Es tracta de la Banda Sonora Original (BSO) de la pel·lícula Barcelona, nit d'estiu, dirigida per Dani de la Orden, i en la qual Joan Dausà també hi actua.
| 1.  | «Inici»                            | 2:19 |
| 2.  | «Sé que no tinc dret a dir-te res» | 3:19 |
| 3.  | «El veurem junts»                  | 2:51 |
| 4.  | «Sopar»                            | 2:01 |
| 5.  | «Reis del món»                     | 3:45 |
| 6.  | «Carrer»                           | 0:55 |
| 7.  | «Quan tothom dorm»                 | 4:41 |
| 8.  | «Comiat»                           | 1:32 |
| 9.  | «Platja»                           | 1:52 |
| 10. | «Aquest instant»                   | 3:00 |
| 11. | «Jo mai mai»                       | 3:00 |

### On seràs demà?
El segon àlbum del grup anomenat On seràs demà? surt a la venda el 15 d'abril de 2014. El disc ha estat enregistrat durant els primers mesos del 2014 als estudis Blind Records de Barcelona. El primer senzill s'anomena "Quan ens creuem" on col·laboren Sidonie.
| 1.  | «Més enllà»             | 4:02 |
| 2.  | «Quan ens creuem»       | 3:45 |
| 3.  | «Que no s'acabi mai»    | 3:04 |
| 4.  | «Se't veu tan fràgil»   | 4:07 |
| 5.  | «On seràs demà?»        | 3:24 |
| 6.  | «També sóc jo»          | 2:50 |
| 7.  | «En veu baixa»          | 3:01 |
| 8.  | «Teo va a l'escola»     | 3:03 |
| 9.  | «Quan soni la tendresa» | 3:40 |
| 10. | «Epíleg»                | 3:04 |

### Barcelona nit d'hivern
Es tracta de la Banda Sonora Original (BSO) de la pel·lícula Barcelona, nit d'hivern, seqüela de Barcelona nit d'estiu, i dirigida també per Dani de la Orden. En aquest cas Joan Dausà hi fa només un paper secundari com a músic de carrer. En aquest àlbum hi trobem força peces nues, a veu i piano, i de fet algunes són instrumentals com La carta o Calma). En aquesta ocasió, un dels actors de la pel·lícula, el madrileny Alberto San Juan, interpreta la cançó que correspon a la seva història en la trama titulada Andrea, ya nada puede ser.
| 1.  | «Nit de Reis»                                       | 5:01 |
| 2.  | «La carta»                                          | 0:42 |
| 3.  | «Andrea, ya nada puede ser»                         | 4:35 |
| 4.  | «Aeroport»                                          | 2:23 |
| 5.  | «Que plogui»                                        | 4:11 |
| 6.  | «Vida»                                              | 2:29 |
| 7.  | «Hotel»                                             | 1:12 |
| 8.  | «Que sigui avui»                                    | 4:07 |
| 9.  | «Si et despertes»                                   | 4:03 |
| 10. | «Calma»                                             | 2:45 |
| 11. | «No vull anar a dormir»                             | 4:46 |
| 12. | «Final»                                             | 2:46 |
| 13. | «Que plogui (acústica)»                             | 1:20 |
| 14. | «Andrea, ya nada puede ser (feat. Alberto Sanjuan)» | 4:36 |